# Skyscraper (film 2018)
Skyscraper è un film del 2018 scritto e diretto da Rawson Marshall Thurber.

## Trama
L'agente Will Sawyer è costretto a lasciare l'FBI, dopo molti anni di servizio, per aver perso una gamba a causa di un'esplosione. Sawyer comandava una squadra di agenti speciali, specializzati nella liberazione di ostaggi, ma un uomo, barricatosi in casa con moglie e figli, nel momento dell'irruzione e mentre Sawyer cercava di neutralizzarlo, si era fatto saltare in aria. L'agente Sawyer viene operato da quella che poi sarà sua moglie Sarah. Dopo il flashback iniziale, le scene ci mostrano Sawyer trasferito a Hong Kong, con tutta la famiglia: Sarah e i gemelli Georgia e Henry. Sawyer indossa una protesi artificiale, tecnologicamente evoluta, che gli consente di camminare in modo quasi normale. Incontra il suo vecchio amico Ben, anche lui rimasto coinvolto, e sfregiato, in quella esplosione. Ben lo introduce al servizio del signor Zhao Long Ji, che sta per inaugurare il suo grattacielo, il più alto edificio del mondo. Will avrà l'incarico di testare la sicurezza dell'edificio. Per questo gli viene dato un tablet, con password a riconoscimento biometrico, che gli consente l'accesso a tutti i sistemi di sicurezza del grattacielo.
Alla fine dei suoi controlli, però, mentre Will al fianco di Ben sta tornando a casa dal lavoro, viene ferito da un ladro che gli ruba la borsa. Ben lo porta a casa sua, e lo medica. Nel togliere la giacca all'amico, Ben si accorge che Will ha ancora con sé il tablet. Cerca di impadronirsene, minacciando Will, che però ha la meglio e ferisce mortalmente l'amico, rendendosi conto di esser stato tradito. Ben, in punto di morte, gli rivela che l'obiettivo del furto era il tablet, e che qualcuno ora verrà a recuperarlo.
Per un contrattempo, la famiglia di Will era rientrata nel grattacielo, dove, eccezionalmente, era ospitata, prima dell'inaugurazione degli ultimi piani. Intanto una squadra di terroristi dell’Europa dell'est, guidati da Kores Botha, si infiltra nel grattacielo di Long Ji e scatena un incendio, usando una sostanza chimica che prende fuoco a contatto con l'acqua del sistema antincendio stesso. I terroristi sono in contatto con un altro gruppo, all'esterno del palazzo: sono loro che stanno per arrivare a casa di Ben. Will ci si scontra proprio mentre sta per lasciare l'amico traditore, ormai morto, e fuggire in strada, e viene sopraffatto. I terroristi si impadroniscono del tablet e lo attivano con l'impronta facciale di Will stesso, immobilizzato. Will riesce ancora a fuggire, ma i terroristi fanno irruzione nella centrale di controllo remoto dei sistemi di sicurezza del grattacielo, uccidono tutti gli impiegati e col tablet di Will mettono fuori uso tutto il sistema informatico di controllo della torre. A causa dell'uso di quel tablet, e del ruolo di Will nella sicurezza dell'edificio, la polizia lo ritiene responsabile del sabotaggio.
Will, che ora deve scappare da terroristi e polizia, e scopre che la sua famiglia è rimasta intrappolata nel grattacielo, dove le fiamme dal 96º piano divampano sempre più in alto. Agli ultimi piani c'è Long Ji, e i suoi collaboratori più stretti. Long Ji ordina l'evacuazione dal grattacielo da un elicottero, ma lui e i suoi uomini vengono sorpresi da Botha e dai terroristi, che hanno una talpa anche nello staff di Long Ji, che, nello scontro a fuoco, rimane l'unico sopravvissuto e scappa.
Intanto Will riesce ad entrare nel grattacielo, a cercare la moglie e i figli. Per un crollo, Sarah e Henry rimangono isolati da Georgia, e vengono raggiunti da Will. Dopo uno scontro con una pattuglia di terroristi, Will riesce a farli scendere con una pericolosa manovra di sgancio e frenatura manuale di un ascensore. Will cerca poi di raggiungere Georgia, che però è presa in ostaggio dai terroristi. Mentre Sarah e Henry sono tratti in salvo, Will raggiunge anche Georgia, che però è ormai nelle mani di Botha e dei suoi uomini. Botha pretende da Will il recupero di un drive che ha con sé Long Ji, barricato nel rifugio più alto e tecnologico del grattacielo: in cambio, la vita di sua figlia. Nel drive Ji ha raccolto le prove delle estorsioni di Botha e delle organizzazioni criminali internazionali per cui Botha lavora.
Will riesce a raggiungere Long Ji nel suo rifugio, e si fa consegnare il disco. Nello scambio con Botha, però, Long Ji li attacca. Georgia riesce a scappare: la consegna, e la reazione di Long Ji, erano un piano per sorprendere Botha e costringerlo allo scontro finale nella "sala degli specchi", un ambiente con decine di schermi che riproducono le immagini captate, alterando la percezione di distanza e direzione, realtà e immagini digitali. Gli uomini di Botha vengono uccisi, e Botha stesso, ingannato dall'ultimo schermo, mentre crede di aver sconfitto Will, viene spinto giù da questi, che in realtà è alle sue spalle.
Nel frattempo, Sarah, che parla correntemente cantonese, riesce a convincere la polizia dell'innocenza del marito. Sarah aveva visto i terroristi, quando erano entrati nel grattacielo travestiti da operai, e aveva notato le loro strane borse: con la polizia, cerca quel marchio delle borse su internet, e capiscono che si tratta di paracadute, necessari ai terroristi per la fuga. Osservando la pianta della città attorno al grattacielo, Sarah intuisce il punto di atterraggio previsto. La polizia può così, con un blitz, neutralizzare la squadra di appoggio esterno ai terroristi, e Sarah stessa mette fuori combattimento la donna che è a loro capo, recuperando così il tablet di controllo. Con quello, può riattivare i sistemi di sicurezza antincendio del grattacielo, e salvare così Will e Georgia, intrappolati all'ultimo piano, insieme a Long Ji, ferito. I tre sono finalmente raggiunti e riportati a terra da un elicottero. La polizia ha ormai la certezza dell'estraneità di Will al sabotaggio, e la folla, che ha seguito su un maxischermo tutte le fasi dell'azione, e le pericolose acrobazie di Will e la sua gamba artificiale sulle pareti del grattacielo, lo accoglie come un eroe. Will, però, ha occhi solo per la sua famiglia, che ora si può ritrovare tutta insieme, sana e salva. Al momento di lasciarsi, Long Ji promette a Will che ricostruirà il grattacielo.

## Produzione
Le riprese del film sono iniziate il 14 agosto 2017 a Vancouver e sono terminate il 17 novembre dello stesso anno.
Il budget del film è stato di 125 milioni di dollari.
Gli effetti visivi del film sono curati dalla Industrial Light & Magic.

## Promozione
Il primo trailer italiano del film viene diffuso il 4 febbraio 2018.

## Distribuzione
La pellicola è stata presentata a New York il 10 luglio 2018, e distribuita nelle sale cinematografiche statunitensi a partire dal 13 luglio seguente, mentre in quelle italiane dal 19 luglio.

## Accoglienza

### Incassi
Il film ha incassato 68420120 $ nel Nord America e 236448841 $ nel resto del mondo, per un totale di 304868961 $.

### Critica
Sull'aggregatore di recensioni Rotten Tomatoes il film riceve il 48% delle recensioni professionali positive, con un voto medio di 5,2 su 10 basato su 205 critiche, mentre su Metacritic ha un punteggio di 51 su 100 basato su 43 critiche.

## Riconoscimenti
- 2018 - People's Choice Awards[11]
  - Candidatura per l'attore preferito dal pubblico a Dwayne Johnson
- 2019 - Nickelodeon Kids' Choice Awards[12]
  - Candidatura per l'attore preferito dal pubblico a Dwayne Johnson
  - Candidatura per il picchiatore preferito dal pubblico a Dwayne Johnson
- 2019 - Saturn Award[13]
  - Candidatura per il miglior film d'azione/di avventura